# Вагуш
Вагуш (порт. Vagos; ['vaguʃ]) — посёлок городского типа в Португалии, центр одноимённого муниципалитета в составе округа Авейру. Находится в составе крупной городской агломерации Большое Авейру. По старому административному делению входил в провинцию Бейра-Литорал. Входит в экономико-статистический субрегион Байшу-Вога, который входит в Северный регион. Численность населения — 4 тыс. жителей (посёлок), 22 тыс. жителей (муниципалитет). Занимает площадь 165,29 км².

## Расположение
Посёлок расположен в 9 км на юг от адм. центра округа города Авейру.
Муниципалитет граничит:
- на севере — муниципалитет Ильяву
- на северо-востоке — муниципалитет Авейру
- на востоке — муниципалитет Оливейра-ду-Байру
- на юго-востоке — муниципалитет Кантаньеде
- на юго-западе — муниципалитет Мира
- на западе — Атлантический океан

## История
Посёлок основан в 1514 году. Здесь родился португальский писатель Жуан Граве (1872—1934).

## Транспорт
| Численность населения муниципалитета по годам | Численность населения муниципалитета по годам | Численность населения муниципалитета по годам | Численность населения муниципалитета по годам | Численность населения муниципалитета по годам | Численность населения муниципалитета по годам | Численность населения муниципалитета по годам | Численность населения муниципалитета по годам | Численность населения муниципалитета по годам |
| --------------------------------------------- | --------------------------------------------- | --------------------------------------------- | --------------------------------------------- | --------------------------------------------- | --------------------------------------------- | --------------------------------------------- | --------------------------------------------- | --------------------------------------------- |
| 1801                                          | 1849                                          | 1900                                          | 1930                                          | 1960                                          | 1981                                          | 1991                                          | 2001                                          | 2004                                          |
| 4047                                          | 6961                                          | 11 954                                        | 15 860                                        | 20 250                                        | 18 548                                        | 19 068                                        | 22 017                                        | 23 205                                        |

## Состав муниципалитета
В муниципалитет входят следующие районы:

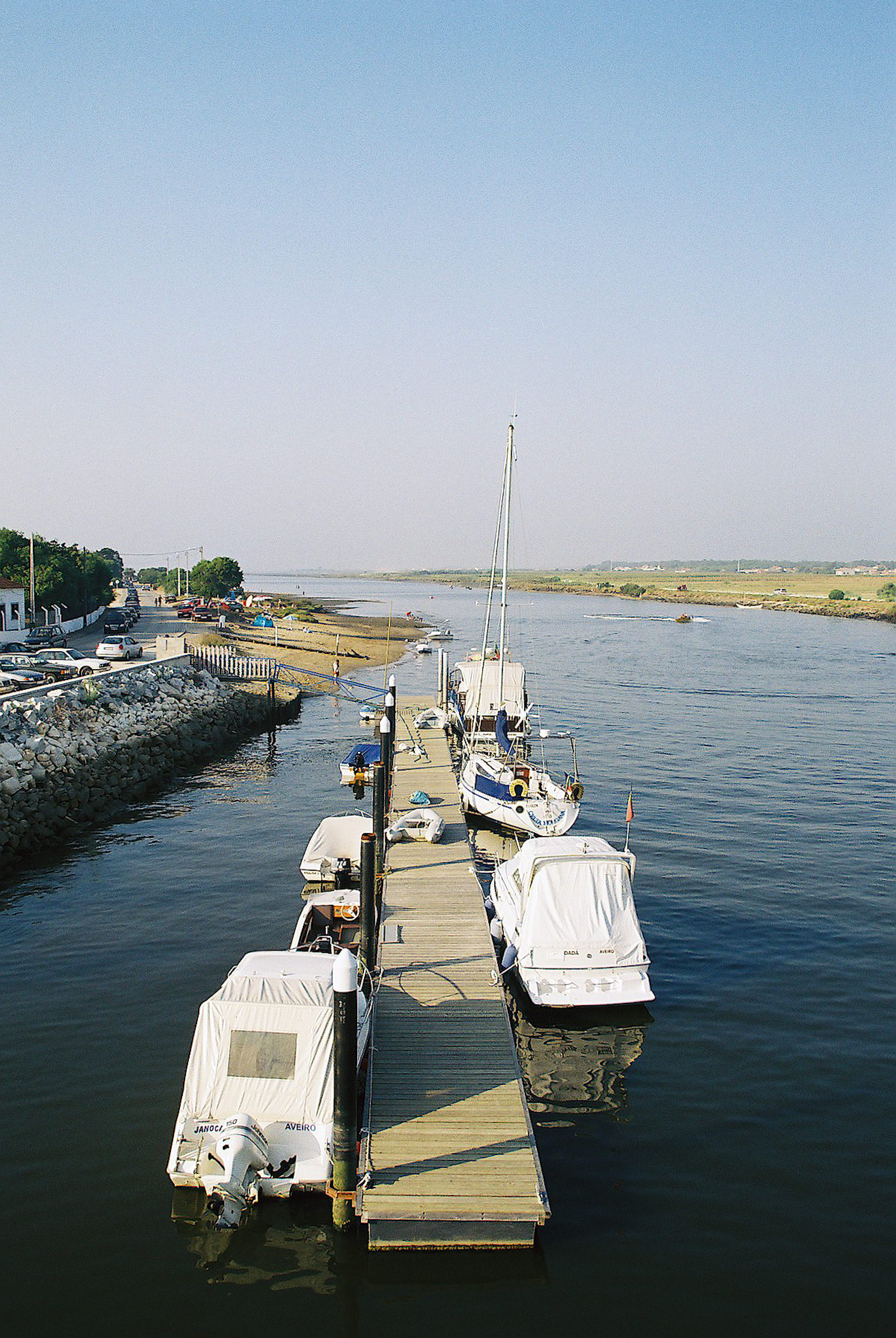

1. Калван
2. Кован-ду-Лобу
3. Фонте-де-Анжеан
4. Гафанья-да-Боа-Ора
5. Ока
6. Понте-де-Вагуш
7. Санта-Катарина
8. Санту-Андре-де-Вагуш
9. Санту-Антониу-де-Вагаш
10. Соза
11. Вагуш